# 尤利亚妮·克勒
尤利亚妮·克勒（德語：Juliane Köhler，1965年8月6日—），女，德国演员。曾获得柏林国际电影节最佳女演员银熊奖。